# Первомайский (Чишминский район)
Первомайский (баш. Первомайский) — деревня в Чишминском районе Республики Башкортостан Российской Федерации. Входит в состав Ибрагимовского сельсовета.

## География

### Географическое положение
Расстояние до:
- районного центра (Чишмы): 35 км,
- центра сельсовета (Ибрагимово): 5 км,
- ближайшей ж/д станции (Чишмы): 35 км.

## Население
| 2002 | 2009 | 2010 |
| ---- | ---- | ---- |
| 381  | ↗403 | ↘374 |

Национальный состав
Согласно переписи 2002 года, преобладающие национальности —  татары (43 %), русские (36 %).